# Gideon Eckhaus
Gideon Eckhaus (3. Juli 1923 in Wien – 29. Juni 2020 in Tel Aviv) war ein österreichischer Zionist, der 1938 nach Palästina flüchtete und sich am Aufbau des Staates Israel beteiligte. Er war der langjährige Präsident des Zentralkomitees der Juden aus Österreich in Israel und stellte sich als Zeitzeuge zur Verfügung.

## Leben
Gideon Eckhaus war der Sohn des Kaufmanns Karl Eckhaus, der aus der Bukowina stammte, und dessen Frau Sabine, geborene Vogel. Er hatte einen zwei Jahre jüngeren Bruder. Seine Mutter starb 1934 an den Folgen einer Lungenentzündung. Der Vater war viel auf Geschäftsreisen, die Brüder lebten bei der Großmutter. 1935 schloss er sich dem zionistischen Jugendverband an und wurde zu einem engagierten Zionisten. 1938 war er in der Synagoge, als Hitler-Truppen in Österreich einmarschierten. Das Gebet wurde unterbrochen. Als er mit seinem Bruder auf die Straße kam, waren bereits alle Häuser mit der Hakenkreuzfahne beflaggt und die Wachmänner trugen Armbinden mit der Swastika. Die Firma seines Vaters und dessen Geschäft in der Hollandstraße 13 wurden arisiert, und als er erleben musste, wie im Rahmen der Novemberpogrome des Jahres 1938 in der Schiffgasse Bücher und Thora-Rollen verbrannt wurden und man Juden den Bart abschnitt, war für ihn, den 15-Jährigen, klar: Er musste Österreich sofort verlassen. Aus der für später geplanten Emigration, sorgfältig vorbereitet durch die Jugend-Alijah, wurde eine überstürzte Flucht. Er gelangte nach Triest und von dort per Schiff nach Palästina. Er konnte nur zwei Bücher mitnehmen, das Gebetbuch und das Stammbuch. Dort findet sich der Eintrag eines Lehrers:

„Bist Du Amboss, sei geduldig,
Bist Du Hammer, dann sei stark“

Eckhaus beteiligte sich am Aufbau des Staates Israel. Er gehörte der Jewish Settlement Police an, einer Unterabteilung der Notrim, und schloss sich dann der jüdischen Untergrundarmee, der Hagana, an, aus der schließlich die Streitkräfte Israels wurden. Nach seinem Wehrdienst widmete er sich der Arbeit mit jugendlichen Neueinwanderern. Ein besonderes Anliegen, auch ehrenamtlich, war ihm die Betreuung der Juden, die aus Österreich stammten. Er wurde Präsident des Zentralkomitees der Juden aus Österreich. Ab 1994 war Eckhaus maßgeblich an Restitutionsverhandlungen mit der österreichischen Bundesregierung beteiligt. Des Weiteren war er auch Vorsitzender der Israelisch-Österreichischen Gesellschaft Tel Aviv. Das Zentralkomitee führte ein Klublokal in Tel Aviv für aus Österreich stammende Senioren und organisierte Essen auf Rädern für bettlägerige Mitglieder. Diese Institution wurde auch vom Nationalfonds der Republik Österreich für Opfer des Nationalsozialismus unterstützt.
Für sein Engagement erhielt er 1999 das goldene Ehrenzeichen für Verdienste um die Republik Österreich. 2013 wurde Eckhaus im Beisein seiner Familie von Nationalratspräsidentin Barbara Prammer das Große Ehrenzeichen der Republik verliehen.

## Erinnerung
Der österreichische Bundespräsident Alexander Van der Bellen schrieb 2020: „Mit Gideon Eckhaus ist ein großer Österreicher gestorben. Er war einer der vielen jüdischen Österreicherinnen und Österreicher, die vertrieben wurden, denen die Heimat, Hab und Gut, vor allem aber Verwandte und Freunde von den Nazis und Mitläufern geraubt wurden.“ Außenminister Alexander Schallenberg äußerte sich tief betroffen. Eckhaus werde „als Mahner und Zeitzeuge sehr fehlen. Es liegt nun immer mehr an uns, die Erinnerung und die Lehren, die wir aus der Vergangenheit ziehen müssen, zu bewahren.“ Nationalratspräsident Wolfgang Sobotka sprach den Angehörigen seine Anteilnahme aus. Zweite Nationalratspräsidentin Doris Bures schilderte Eckhaus als starken und selbstbestimmten Menschen. Er war in ihren Augen ein „Kämpfer, der sich stets für die Gerechtigkeit stark gemacht hat.“

## Familie
Sein Vater wurde vom NS-Regime in das Vernichtungslager Auschwitz deportiert und dort ermordet. Sein Bruder emigrierte rechtzeitig und überlebte in den USA.
Mit seiner Frau Sara hatte Eckhaus zwei Söhne, Shimon und Doron.

## Zeitzeugengespräche
- 2003 Interview mit Dieter J. Hecht, 03:54:32
- 2009 Markus Barnay: Interview mit Markus Barnay, 02:30:58
- 2015 Interview mit Michael Pfeifenberger, 03:55:36
- 2015 Interview mit Bernhard Rothkappel, 01:28:13